# 59828 Ossikar
59828 Ossikar è un asteroide della fascia principale. Scoperto nel 1999, presenta un'orbita caratterizzata da un semiasse maggiore pari a 2,7782773 UA e da un'eccentricità di 0,0331814, inclinata di 3,35055° rispetto all'eclittica.
L'asteroide è dedicato all'omonimo personaggio dei fumetti creato da Manfred Sondermann.